# Список военно-учебных заведений РККА СССР
По состоянию на 01.09.1940 года

## Генеральный штаб РККА
| 1. Военная академия Генерального штаба РККА 2. Военная академия имени М. В. Фрунзе 3. Военно-транспортная академия имени Л. М. Кагановича 4. Ленинградское училище военных сообщений 5. Ленинградское военно-топографическое училище 6. Курсы усовершенствования начсостава шифровально-штабной службы (Тамбов) 7. Военный факультет при Московском педагогическом институте иностранных языков 8. Военный факультет при Московском институте востоковедения 9. Курсы военных переводчиков КОВО, ЗакВО, 2 КА |

## Управление военно-учебных заведений Красной Армии
| 1. Военный факультет при Московском институте физической культуры имени И. В. Сталина 2. Военный факультет при Московской государственной консерватории 3. Московское пехотное училище 4. Рязанское пехотное училище 5. Подольское стрелково-пулемётное училище 6. Ленинградское пехотное училище 7. Ленинградское стрелково-пулеметное училище 8. Смоленское стрелково-пулеметное училище 9. Минское пехотное училище 10. Могилёвское пехотное училище 11. Осиповичское пехотное училище 12. Лепельское пехотное училище 13. Пуховичское пехотное училище 14. Калинковичское пехотное училище 15. Мышанское стрелково-пулеметное училище 16. Киевское пехотное училище 17. Львовское пехотное училище 18. Житомирское пехотное училище 19. Черкасское пехотное училище 20. Новоград-Волынское пехотное училище 21. Бердичевское пехотное училище 22. Славутское пехотное училище 23. Белоцерковское стрелково-пулеметное училище 24. Винницкое стрелково-пулеметное училище 25. Орловское пехотное училище 26. Одесское пехотное училище 27. Симферопольское пехотное училище 28. Тамбовское пехотное училище 29. Орджоникидзевское пехотное училище (ОрВО) 30. Ахтырское пехотное училище 31. 1-е Орджоникидзевское пехотное училище (СКВО) 32. 2-е Орджоникидзевское пехотное училище (СКВО) 33. Краснодарское пехотное училище 34. Грозненское пехотное училище 35. Буйнакское пехотное училище 36. Урюпинское пехотное училище 37. Астраханское стрелково-пулеметное училище 38. Бакинское пехотное училище 39. Сухумское стрелково-пулеметное училище 40. Казанское пехотное училище 41. Куйбышевское пехотное училище 42. Вольское пехотное училище 43. Чкаловское стрелково-пулеметное училище 44. Свердловское пехотно-пулеметное училище 45. Камышловское пехотное училище 46. Златоустовское пехотное училище 47. Омское пехотное училище 48. Тюменское пехотное училище 49. Новосибирское пехотное училище 50. Канское пехотное училище 51. Ташкентское пехотное училище 52. Алма-Атинское стрелково-пулеметное училище 53. Владивостокское пехотное училище 54. Хабаровское пехотное училище 55. Харьковское пехотное училище 56. Тульское оружейно-техническое училище 57. Высшая школа штабной службы 58. Курсы усовершенствования начсостава «Выстрел» 59. Ленинградские пехотные курсы усовершенствования начсостава 60. Новгородские пехотные курсы усовершенствования начсостава 61. Овручские пехотные курсы усовершенствования начсостава 62. Ярмолинецкие пехотные курсы усовершенствования начсостава 63. Эмильченские пехотные курсы усовершенствования начсостава 64. Изяславские пехотные курсы усовершенствования начсостава 65. 1-е Белокоровичские пехотные курсы усовершенствования начсостава 66. 2-е Белокоровичские пехотные курсы усовершенствования начсостава 67. Броварские пехотные курсы усовершенствования начсостава 68. Малинские пехотные курсы усовершенствования начсостава 69. Овручские стрелково-пулеметные курсы усовершенствования начсостава 70. Лугинские стрелково-пулеметные курсы усовершенствования начсостава 71. 1-е Слуцкие пехотные курсы усовершенствования начсостава 72. 2-е Слуцкие пехотные курсы усовершенствования начсостава 73. 3-й Слуцкие пехотные курсы усовершенствования начсостава 74. Уреченские пехотные курсы усовершенствования начсостава 75. Могилёвские пехотные курсы усовершенствования начсостава 76. 1-е Слуцкие стрелково-пулеметные курсы усовершенствования начсостава 77. 2-е Слуцкие стрелково-пулеметные курсы усовершенствования начсостава 78. Киселевичские стрелково-пулеметные курсы усовершенствования начсостава 79. Няземские пехотные курсы усовершенствования начсостава 80. Херсонские пехотные курсы усовершенствования начсостава 81. Севастопольские пехотные курсы усовершенствования начсостава 82. Одесские пехотные курсы усовершенствования начсостава 83. Днепропетровские стрелково-пулеметные курсы усовершенствования начсостава 84. Великолуцкие пехотные курсы усовершенствования начсостава 85. Владимирские пехотные курсы усовершенствования начсостава 86. Кинешемские пехотные курсы усовершенствования начсостава 87. Хлебниковские пехотные курсы усовершенствования начсостава 88. Дмитровские пехотные курсы усовершенствования начсостава 89. Буйские пехотные курсы усовершенствования начсостава 90. Ростовские пехотные курсы усовершенствования начсостава 91. Лесные пехотные курсы усовершенствования начсостава 92. Звенигородские стрелково-пулеметные курсы усовершенствования начсостава 93. Калининские пехотные курсы усовершенствования начсостава 94. Мичуринские пехотные курсы усовершенствования начсостава 95. 1-е Харьковские пехотные курсы усовершенствования начсостава 96. 2-е Харьковские пехотные курсы усовершенствования начсостава 97. Черниговские пехотные курсы усовершенствования начсостава 98. Ворошиловские пехотные курсы усовершенствования начсостава 99. Краматорские пехотные курсы усовершенствования начсостава 100. Ахтырские стрелково-пулеметные курсы усовершенствования начсостава 101. Махачкалинские пехотные курсы усовершенствования начсостава 102. Сальские пехотные курсы усовершенствования начсостава 103. Нижне-Чирские пехотные курсы усовершенствования начсостава 104. Фроловские пехотные курсы усовершенствования начсостава 105. Астраханские стрелково-пулеметные курсы усовершенствования начсостава 106. Телавские пехотные курсы усовершенствования начсостава 107. Ртищевские пехотные курсы усовершенствования начсостава 108. Сорочинские пехотные курсы усовершенствования начсостава 109. Рузаевские пехотные курсы усовершенствования начсостава 110. Мелекесские пехотные курсы усовершенствования начсостава 111. Краснокутские стрелково-пулеметные курсы усовершенствования начсостава 112. Сухологские пехотные курсы усовершенствования начсостава 113. Магнитогорские пехотные курсы усовершенствования начсостава 114. Кунгурские пехотные курсы усовершенствования начсостава 115. Ирбитские пехотные курсы усовершенствования начсостава 116. Алапаевские стрелково-пулеметные курсы усовершенствования начсостава 117. Грязовецкие пехотные курсы усовершенствования начсостава 118. Бийские пехотные курсы усовершенствования начсостава 119. Ачинские пехотные курсы усовершенствования начсостава 120. Ишимские пехотные курсы усовершенствования начсостава 121. Ялуторовские курсы усовершенствования начсостава 122. Томские стрелково-пулеметные курсы усовершенствования начсостава 123. Фрунзенские пехотные курсы усовершенствования начсостава 124. Сретенские стрелково-пулеметные курсы усовершенствования начсостава 125. Владивостокские пехотные курсы усовершенствования начсостава 126. Комсомольские пехотные курсы усовершенствования начсостава 127. Школа военно-музыкантских воспитанников (ЛВО) 128. Центральная школа подготовки командиров штабов |

## Главное артиллерийское управление Красной Армии
| 1. Артиллерийская академия имени Ф. Э. Дзержинского 2. Рязанское Артиллерийское Училище 3. Киевские курсы усовершенствования начсостава запаса артиллерии 4. Смоленские курсы усовершенствования начсостава запаса артиллерии Окружные школы артиллерийской инструментальной разведки (АИР) 1. Артиллерийские курсы усовершенствования командного состава (АКУКС) с отделениями Приморского и Забайкальского ВО 2. Евпаторийские курсы усовершенствования начсостава зенитной артиллерии |

## Главное автобронетанковое управление Красной Армии
| 1. Военная академия механизации и моторизации имени И. В. Сталина 2. Орловское бронетанковое училище 3. Харьковское бронетанковое училище 4. Ульяновское бронетанковое училище 5. Киевское танко-техническое училище 6. 1-е Саратовское бронетанковое училище 7. 2-е Саратовское бронетанковое училище 8. Ленинградское автомобильное училище 9. Полтавское автомобильное училище 10. Борисовское автомобильное училище 11. Ленинградские бронетанковые курсы 12. Казанские курсы усовершенствования |

## Главное военно-инженерное управление Красной Армии
| 1. Военно-инженерная академия имени В. В. Куйбышева 2. Ленинградское военно-инженерное училище 3. Московское военно-инженерное училище 4. Черниговское военно-инженерное училище 5. Ново-Борисовское военно-инженерное училище 6. Дальневосточные курсы усовершенствования начсостава инженерных войск 7. Курсы усовершенствования начсостава инженерных войск 8. Курсы усовершенствования начсостава запаса инженерных войск |

## Управление связи Красной Армии
| 1. Военно-электротехническая академия имени С. М. Будённого 2. Военный факультет при Московском институте инженеров связи 3. Киевское военное училище связи 4. Харьковское военное училище связи 5. Ульяновское военное училище связи 6. Воронежское военное училище связи 7. Орджоникидзевское военное училище связи 8. Ленинградское военное училище связи 9. Сталинградское военное училище связи 10. Центральная школа связи 11. Окружные курсы усовершенствования начсостава связи |

## Управление химической защиты Красной Армии
| 1. Военная академия химической защиты имени К. Е. Ворошилова 2. Калининское военно-химическое училище 3. Харьковские курсы усовершенствования начсостава химической службы 4. Дальневосточные курсы усовершенствования начсостава химической службы |

## Главное управление политической пропаганды Красной Армии
| 1. Военно-политическая академия имени В. И. Ленина 2. Высший военно-педагогический институт 3. Московское военно-политическое училище имени В. И. Ленина 4. Ленинградское военно-политическое училище имени Ф. Энгельса 5. Военно-политическое училище Ленинградского военного округа (ЛВО) 6. Военно-политическое училище Прибалтийского особого военного округа 7. Смоленское военно-политическое училище имени В. М. Молотова 8. Смоленское военно-политическое училище пропагандистов 9. Минское военно-политическое училище Западного особого военного округа (ЗапОВО) 10. Киевское военно-политическое училище 11. Одесское военно-политическое училище 12. Ивановское военно-политическое училище 13. Харьковское военно-политическое училище 14. Харьковское окружное военно-политическое училище 15. Брянское военно-политическое училище 16. Орловское военно-политическое училище 17. Свердловское военно-политическое училище 18. Куйбышевское военно-политическое училище 19. Ростовское военно-политическое училище СКВО 20. Сталинградское военно-политическое училище СКВО 21. Тбилисское военно-политическое училище 22. Ташкентское военно-политическое училище 23. Новосибирское военно-политическое училище 24. Читинское военно-политическое училище 25. Улан-Баторское военно-политическое училище 26. Хабаровское военно-политическое училище 27. Ворошиловское военно-политическое училище 28. Курсы усовершенствования политсостава кадра и запаса 29. Курсы младших политруков 30. Курсы партработников |

## Санитарное управление Красной Армии
| 1. Военно-медицинская академия имени С. М. Кирова 2. Куйбышевская военно-медицинская академия 3. Военный факультет при 2-м Московском медицинском институте 4. Военный факультет при Саратовском медицинском институте 5. Военный факультет при Харьковском медицинском институте 6. Харьковское медицинское училище 7. Ленинградское медицинское училище 8. Киевское медицинское училище 9. Курсы усовершенствования врачей |

## Ветеринарное управление Красной Армии
| 1. Военно-ветеринарная академия 2. Ленинградское ветеринарное училище 3. Курсы усовершенствования ветврачей |

## Управление ПВО Красной Армии
1. Киевские курсы усовершенствования начсостава ПВО

## Главное управление ВВС Красной Армии
| - 1-я военная школа лётчиков, Кача - 2-я военная школа лётчиков, Борисоглебск - 3-я военная школа лётчиков, Оренбург - 6-я военная школа лётчиков, Серпухов - 7-я военная школа лётчиков, Сталинград - 8-я военная школа лётчиков, Одесса - 9-я военная школа лётчиков, Харьков - 11-я военная школа лётчиков, Луганск - 14-я военная школа лётчиков, Энгельс - Военная школа морских лётчиков, Ейск - 3-я объединенная школа техников и пилотов, Пермь - Военная школа спецслужб |

| 1. Военная академия командного и штурманского состава ВВС Красной Армии 2. Военно-воздушная академия имени Н. Е. Жуковского 3. Балашовская военная школа пилотов 4. Борисоглебская военная школа пилотов 5. Качинская военная школа пилотов 6. Таганрогская военная школа пилотов 7. 2-е Ленинградское военно-авиатехническое училище 8. 2-е Чкаловское военно-авиационное училище лётнабов и штурманов 9. Батайская военная школа пилотов 10. Бердичевская военная школа пилотов 11. Бирмская военная школа пилотов 12. Богайская военная школа пилотов 13. Борисовская военная школа пилотов 14. Военная школа пилотов 1 КА 15. Волчанская военная школа пилотов 16. Вольское военно-авиатехническая школа 17. Вольское военно-авиатехническое училище 18. Ворошиловградская военная школа пилотов 19. Гостомольская военная школа пилотов 20. Иркутское военно-авиатехническое училище 21. Кагановичская военная школа пилотов 22. Кировабадская военная школа пилотов 23. Ковельская военная школа пилотов 24. Коростенская военная школа пилотов 25. Краснодарское военно-авиационное училище лётнабов и штурманов 26. Купечская военная школа пилотов 27. Ленинградские курсы усовершенствования начсостава ВВС 28. Липецкие курсы усовершенствования начсостава ВВС 29. Львовская военная школа пилотов 30. Мелитопольское военно-авиационное училище лётнабов и штурманов 31. Молотовская военная школа пилотов 32. Московское военно-авиатехническое училище 33. Нахичеванская военная школа пилотов 34. Новосибирская военная школа пилотов 35. Одесская военная школа пилотов 36. Олсуфьевская военная школа пилотов 37. Омская военная школа пилотов 38. Остерская военная школа пилотов 39. Петрозаводская военная школа пилотов 40. Полтавские курсы усовершенствования начсостава ВВС 41. Пуховичская военная школа пилотов 42. Сасовская военная школа пилотов 43. Свердловская военная школа пилотов 44. Серпуховская военная школа пилотов 45. Серпуховское военно-авиатехническое училище 46. Слонимская военная школа пилотов 47. Сталинградское военно-авиационное училище 48. Стрыйская военная школа пилотов 49. Тбилисская военная школа пилотов 50. Тоцкая военная школа пилотов 51. Уречинская военная школа пилотов 52. Харьковское военно-авиационное училище лётнабов и штурманов 53. Челябинское военно-авиационное училище лётнабов и штурманов 54. Читинская военная школа пилотов 55. Чкаловское военно-авиационное училище 56. Чугуевское военно-авиационное училище 57. Энгельсское военно-авиационное училище |

| - Авиационные училища 1. Вольское военно-авиатехническоеучилище 2. Иркутское военно-авиатехническое училище 3. Краснодарское военно-авиационное училище лётнабов и штурманов 4. Ленинградское (2-е) военно-авиатехническое училище 5. Мелитопольское военно-авиационное училище лётнабови штурманов 6. Московское военно-авиатехническое училище 7. Серпуховское военно-авиатехническое училище 8. Сталинградское военно-авиационное училище 9. Харьковское военно-авиационное училище лётнабов и штурманов 10. Челябинское военно-авиационное училище лётнабов и штурманов 11. Чкаловское военно-авиационное училище 12. Чкаловское (2-е) военно-авиационное училище лётнабов и штурманов 13. Чугуевское военно-авиационное училище 14. Энгельсское военно-авиационное училище - Авиационные школы 1. 3-я Чкаловская военная авиационная школа пилотов 2. Батайская военная школа пилотов им. Серова 3. Балашовская военная школа пилотов 4. Бердичевская военная школа пилотов 5. Бирмская военно-авиационная школа - г. Ленинск-Кузнецкий 6. Богайская военная школа пилотов 7. Борисовская военная школа пилотов 8. Борисоглебская военная школа пилотов 9. Волочанская военная школа пилотов 10. Вольская военно-авиатехническая школа 11. Ворошиловградская военная школа пилотов 12. Гомельская военная школа пилотов 13. Кагановичская военная школа пилотов 14. Качинская военная школа пилотов 15. Кировабадская военная школа пилотов 16. Ковельская военная школа пилотов 17. Коростенская военная школа пилотов 18. Купечская военная школа пилотов 19. Ленинградская (2-я) военно-авиационная школа авиамехаников им. Краснознаменного Ленинского Комсомола - г. Ишим 20. Львовская военная школа пилотов 21. Молотовская военная школа пилотов 22. Нахичеванская военная школа пилотов 23. Новосибирская военная школа пилотов 24. Одесская военная школа пилотов 25. Олсуфьевская военно-авмационная школа стрелков-бомбардиров 26. Омская военно-авиационная школа 27. Остерская военная школа пилотов 28. Петрозаводская военная школа пилотов 29. Пуховичская военная школа пилотов 30. Сасовская военная школа пилотов 31. Свердловская военная школа пилотов 32. Селищенская военно-авиационная школа (авиационных механиков) - г. Петропавловск 33. Серпуховская военная школа пилотов 34. Слонимская военная школа пилотов 35. Стрыйская военная школа пилотов 36. Таганрогская военно-авиационная школа - г. Омск 37. Тбилисская военная школа пилотов 38. Тоцкая военная школа пилотов 39. Уречинская военная школа пилотов 40. Харьковская военно-авиационная школа стрелков-бомбардиров - г. Красноярск 41. Читинская военная школа пилотов 42. Военная школа пилотов 1 КА |

## Главный военный прокурор Красной Армии
1. Военно-юридическая академия

## Генерал-инспектор кавалерии Красной Армии
| 1. Тамбовское кавалерийское училище 2. Борисовское кавалерийское училище 3. Кавалерийские курсы усовершенствования начсостава |

## Главный интендант Красной Армии
| 1. Военно-хозяйственная академия им. В. М. Молотова 2. Ярославское военно-хозяйственное училище 3. Окружные военно-хозяйственные курсы начсостава 4. Отделения по подготовке начсостава пожарной охраны |